# Arte egea
L'arte della civiltà egea si sviluppò durante l'età del bronzo nella regione della Grecia e dell'Egeo. All'interno di quest'ambito si svilupparono principalmente tre diverse civiltà interagenti e comunicanti fra loro: quella minoica, sviluppatasi nell'isola di Creta, quella micenea, sviluppatasi nella Grecia continentale (Peloponneso) e quella cicladica, sviluppatasi nell'arcipelago delle Cicladi.
L'arte cicladica si caratterizza per le sue figure semplici scolpite nel marmo bianco. L'arte minoica nasce in corrispondenza dell'introduzione della metallurgia del bronzo. L'architettura più nota è quella del Palazzo di Cnosso, completo di un santuario e di un teatro, ma anche l'architettura del palazzo di Malia. Questi palazzi erano costruiti in pietra calcarea e mattoni crudi, non avevano mura difensive intorno: bastava il mare a proteggerli. A Creta svolgevano un ruolo importante i ceramisti e i decoratori. L'arte micenea, influenzata da quella minoica, si colloca nel periodo più avanzato dell'età del bronzo ed il suo elemento caratterizzante sono le fortificazioni, le porte e l'architettura funeraria.
Durante l'età del bronzo, intorno agli anni 2800–1100 a.C., nonostante gli scambi culturali e commerciali con le civiltà contemporanee egiziana e mesopotamica, le civiltà egee svilupparono un proprio stile distintivo. Dopo che queste civiltà dell'età del bronzo greca caddero, si entrò nella fase denominata medioevo ellenico nella quale la produzione artistica si ridusse ai minimi termini. Verso il 1050 a.C. incominciò a delinearsi all'interno della produzione dei manufatti in ceramica il cosiddetto stile protogeometrico, che viene considerato convenzionalmente la prima vera e propria fase dell'arte dell'antica Grecia. Questo momento di passaggio tradizionale adottato dai critici deriva in una certa misura dal fatto che un tempo non si avesse la certezza che il sistema di scrittura micenea lineare B potesse essere ricondotto in qualche modo ad una forma arcaica della lingua greca. Questa teoria è stata poi confermata negli anni '50 del novecento. Invece, il sistema di scrittura utilizzato nell'isola di Creta lineare A non è mai stato ricondotto a una lingua conosciuta. Questa lingua è stata chiamata "minoico" e corrisponde ad un periodo della storia cretese precedente a una serie di invasioni micenee intorno al 1450 a.C

## Arte minoica
L'arte minoica si sviluppa nell'ambito dalla stessa civiltà cretese durante l'età del bronzo (circa 3000-1050 a.C.). Esempi di architettura minoica li si trova principalmente nei resti dei grandiosi palazzi che costituivano la residenza del sovrano e il luogo di immagazzinamento del surplus della produzione. Erano costruiti con pietra e mattoni di fango essiccati al sole, poi le pareti venivano intonacate e talvolta dipinte. Il palazzo più famoso è quello di Cnosso, anche se le rovine attuali, compresi i famosi affreschi a tema marinaresco, sono in larga parte frutto della fantasia dell'archeologo inglese Arthur Evans agli inizi del Novecento. A Creta non sono stati trovati resti né di architetture funerarie, né tanto meno di alcuna costruzione militare. A differenza dell'architettura micenea, quella minoica presenta colonne con base sottile e capitelli grandi, così da non essere molto stabili. Infatti esse erano basse in modo da non superare i due metri.
La ceramica minoica fu caratterizzata da una sequenza senza sosta di stili artistici, maturati rapidamente, rivelano qualcosa riguardo ai desideri dei patroni minoici in originalità, mentre aiutano gli archeologi ad assegnare date relative agli strati dei loro siti. Vasi che contenevano olii e unguenti, esportati dalla Creta del XVIII secolo a.C., sono stati trovati in siti delle isole egee e nella Grecia continentale, a Cipro, lungo le coste della Siria e in Egitto, dimostrando così i vasti contatti commerciali dei minoici. La ceramica estremamente raffinata di Palazzo chiamata (ceramica) di Kamares, e lo "stile marino", caratterizzante tutto il Tardo Minoico, rappresentano il culmine della tradizione della ceramica minoica.

## Arte cicladica

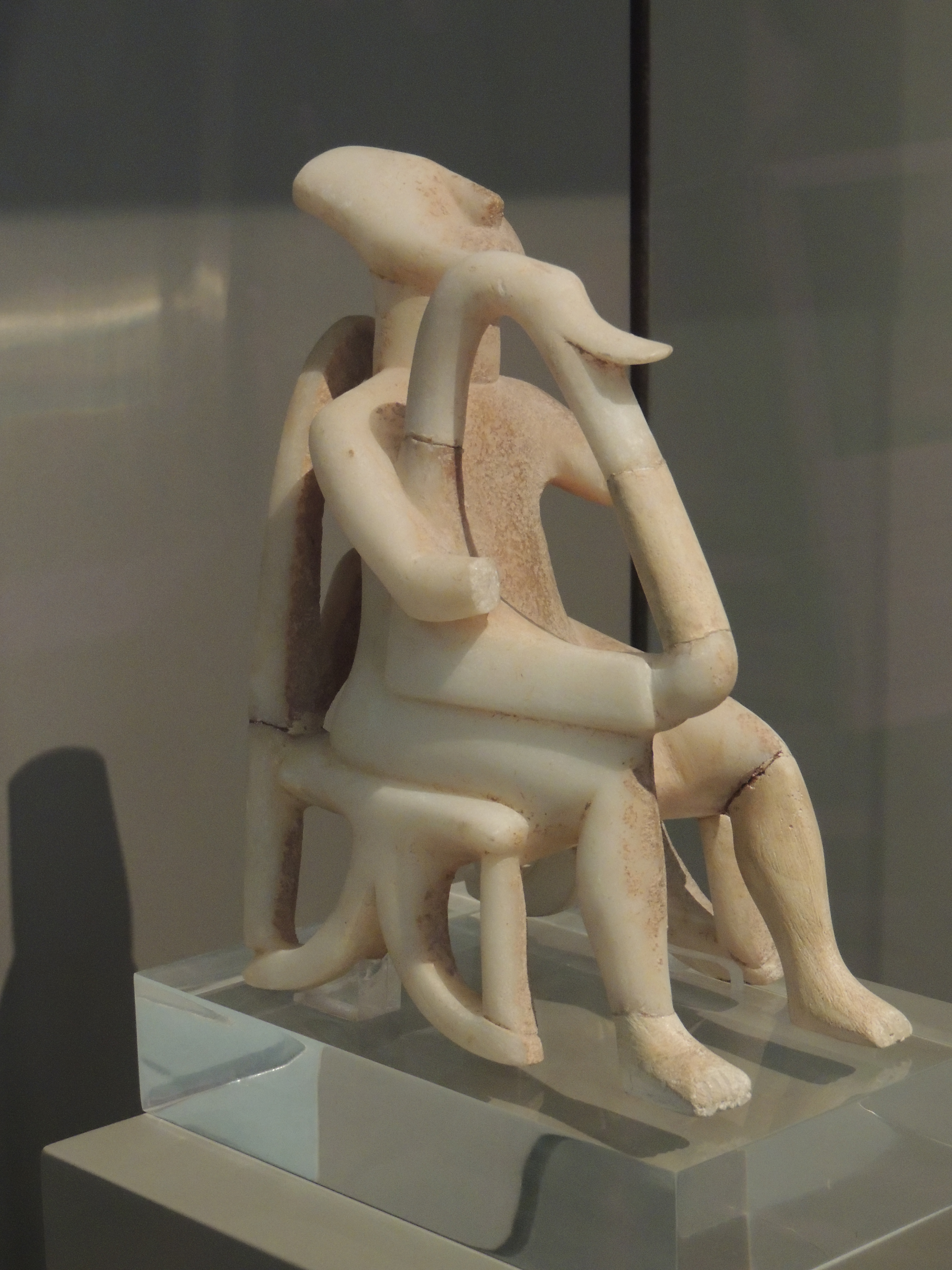
Suonatore di arpa maschio di Keros.

L'antica cultura delle Cicladi prosperò nelle isole del Mar Egeo dal 3300 al 1100 a.C. circa. Insieme alla civiltà minoica e alla Grecia micenea, il popolo delle Cicladi è annoverato tra le tre maggiori culture egee. L'arte cicladica comprende quindi uno dei tre rami principali dell'arte egea.
Quasi tutte le informazioni conosciute riguardanti l'arte neolitica delle Cicladi provengono dal sito di Saliagos al largo di Antiparo. La ceramica di questo periodo è simile a quella di Creta e della Grecia continentale. Scrive Sinclair Hood: "Una forma distintiva è una ciotola su un piede alto paragonabile a un tipo che si trova nel continente del Tardo Neolitico".
L'arte più conosciuta di questo periodo sono le figure di marmo solitamente chiamate "idoli" o "figurine", sebbene nessuno dei due nomi sia esattamente accurato: il primo termine suggerisce una funzione religiosa che non è affatto concordata dagli esperti, e il secondo non si applica correttamente alle figure più grandi, che sono quasi a grandezza naturale. Queste figure di marmo sono sparse per l'Egeo, suggerendo che fossero popolari tra la gente di Creta e la Grecia continentale. Forse la più famosa di queste figure sono i musicisti: uno il suonatore di arpa e l'altro il suonatore di pipe. Databili all'incirca al 2500 a.C., questi musicisti sono talvolta considerati "i primi musicisti esistenti dell'Egeo".
La maggior parte di queste figure sono rappresentazioni altamente stilizzate della forma umana femminile, in genere con una qualità piatta e geometrica che conferisce loro una sorprendente somiglianza con l'arte moderna di oggi. Tuttavia, ciò potrebbe essere un malinteso moderno in quanto vi sono prove che gli idoli fossero originariamente dipinti con colori luminosi.

## Arte micenea

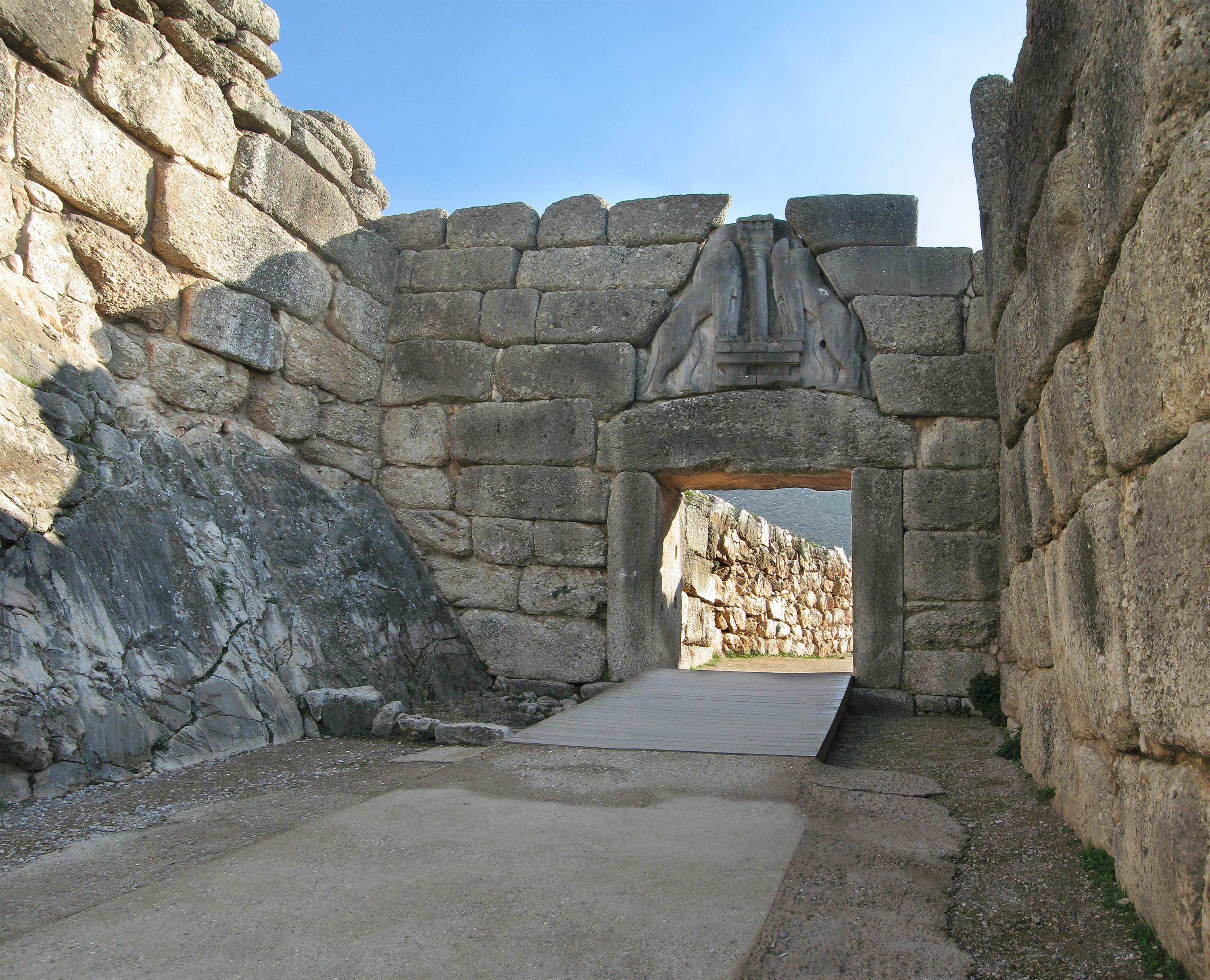
La Porta dei Leoni

L'arte micenea si è sviluppata in Grecia nell'ambito della civiltà micenea, successivamente alla fioritura della minoica (circa 1500-1100 a.C.). Benché sia stata fortemente influenzata dalla civiltà minoica, ovvero quella degli abitanti di Creta, la civiltà micenea presenta notevoli differenze dal punto di vista architettonico ed artistico. Quella micenea fu infatti un'arte prevalentemente ispirata dalla guerra. I fastosi palazzi cretesi furono sostituiti da costruzioni robuste, circondate da enormi cinte murarie di fortificazione, realizzate con una serie di blocchi di pietra irregolari e collocate sulla parte elevata della città (acropoli). Le maggiori roccaforti si ebbero nelle città di Micene, Tirinto, Pilo, Argo e Tebe. Nella parte più interna dei palazzi erano edificate le sale delle udienze reali chiamate megaron caratterizzate da un focolare rotondo al centro e da quattro colonne che ne sostenevano il tetto. Questa struttura viene considerata da diversi studiosi il precursore architettonico del tempio greco. Era possibile accedere a questi palazzi fortificati attraverso delle porte. La più famose e meglio conservata è la cosiddetta "porta dei leoni", uno dei pochi esempi rimasti di decorazione su queste architetture.
Caratteristiche sono anche le tombe a thòlos, monumenti funerari costituiti da un vano circolare, spesso sottostante ad un tumulo di terra e coperto con cerchi concentrici di blocchi lapidei a costituire una sezione più o meno ogivale, a cui si accedeva attraverso un corridoio chiamato dromos. La più nota e imponente è la cosiddetta "Tomba di Agamennone" (conosciuta anche con il nome di "Tesoro di Atreo"), alta tredici metri e avente 14,50 metri di diametro misura. Non verranno costruiti edifici con volte lapidee così grandi fino al Pantheon (1400 anni dopo).
Vennero prodotti oggetti di grande valore artistico realizzati in oro o in altri metalli, in gran parte rinvenuti a Micene all'interno dei Circoli A e B, inclusa la famosa maschera di Agamennone e la coppa di Nestore. In un gran numero di siti archeologici sono state rinvenute figurine umane di ceramica, per lo più molto stilizzate, come le figurine di tipo Psi e Phi. Esistono anche piccole scene scolpite, rilievi o intagli, di alta qualità in diversi materiali, tra cui metallo, intaglio su pietra dura e avorio. Notevole esempio è il sigillo in agata del guerriero di Pilo, creato in età micenea da esperte maestranze cretesi. Al pari della civiltà minoica (cretese), quella micenea eccelse anche nella lavorazione della ceramica. Sono stati, infatti, ritrovati numerose statuine di idoli e guerrieri. Di particolare interesse sono, poi, i vasi elegantemente dipinti con temi naturalistici, tra i quali il più ricorrente è certamente la piovra. Per quanto riguarda la scultura non ci sono giunti molti resti, che sono caratterizzati in genere da una lavorazione piuttosto rozza.

## Galleria d'immagini

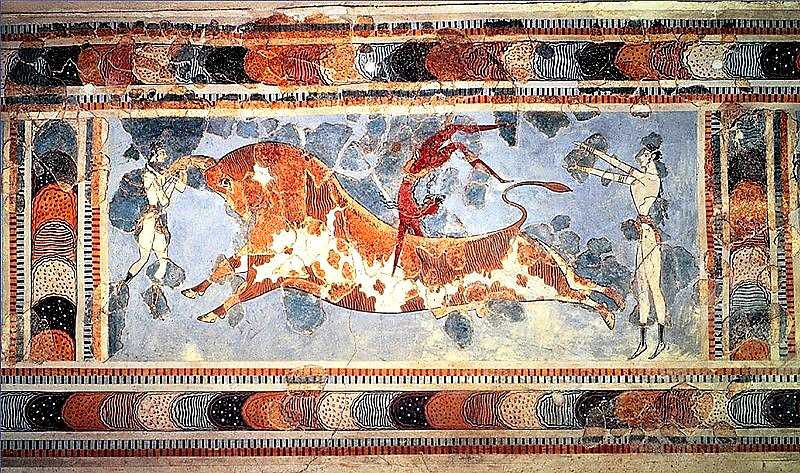
Affresco del Palazzo di Cnosso (circa 1500 a.C.)
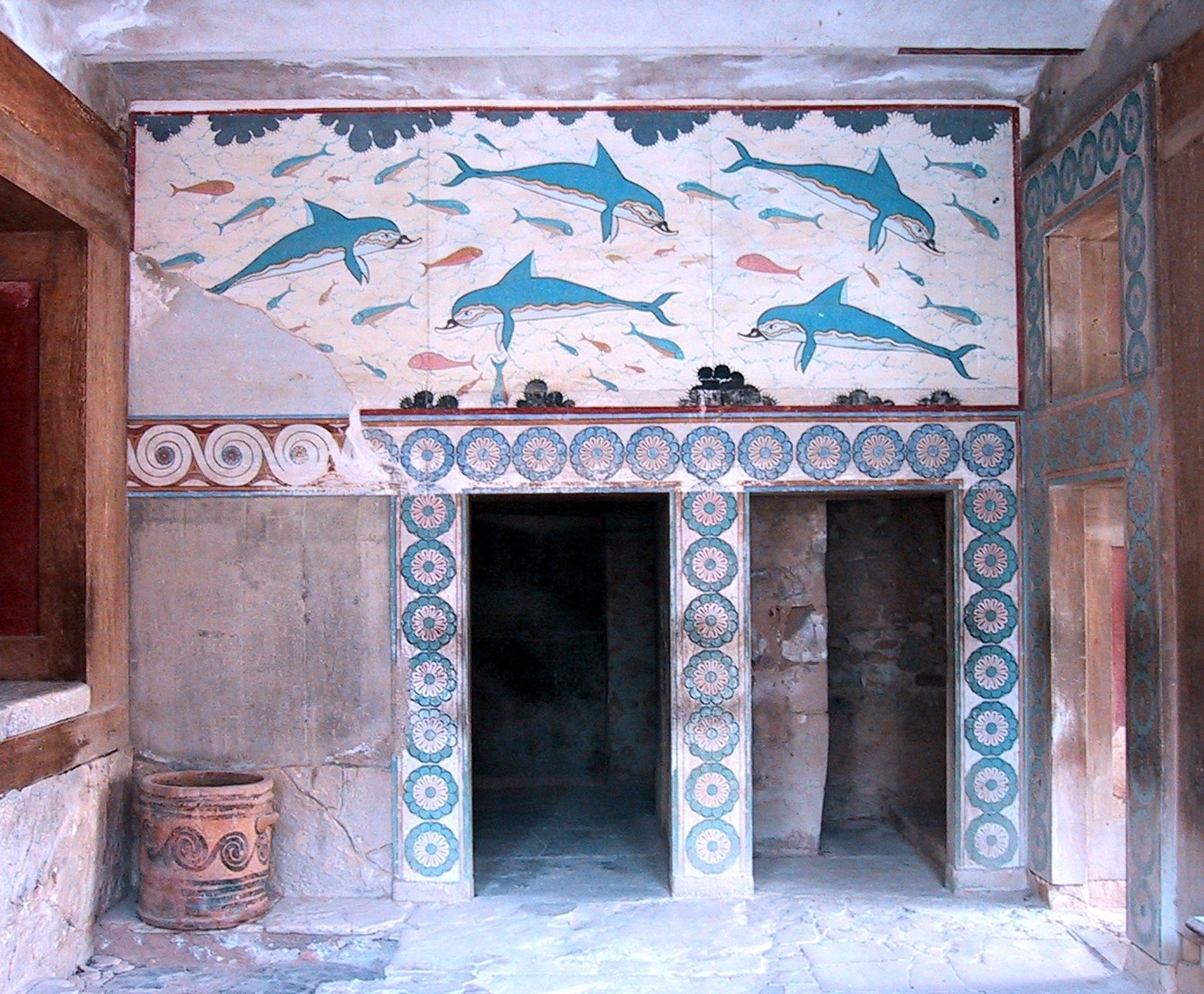
Affresco parietale a Cnosso
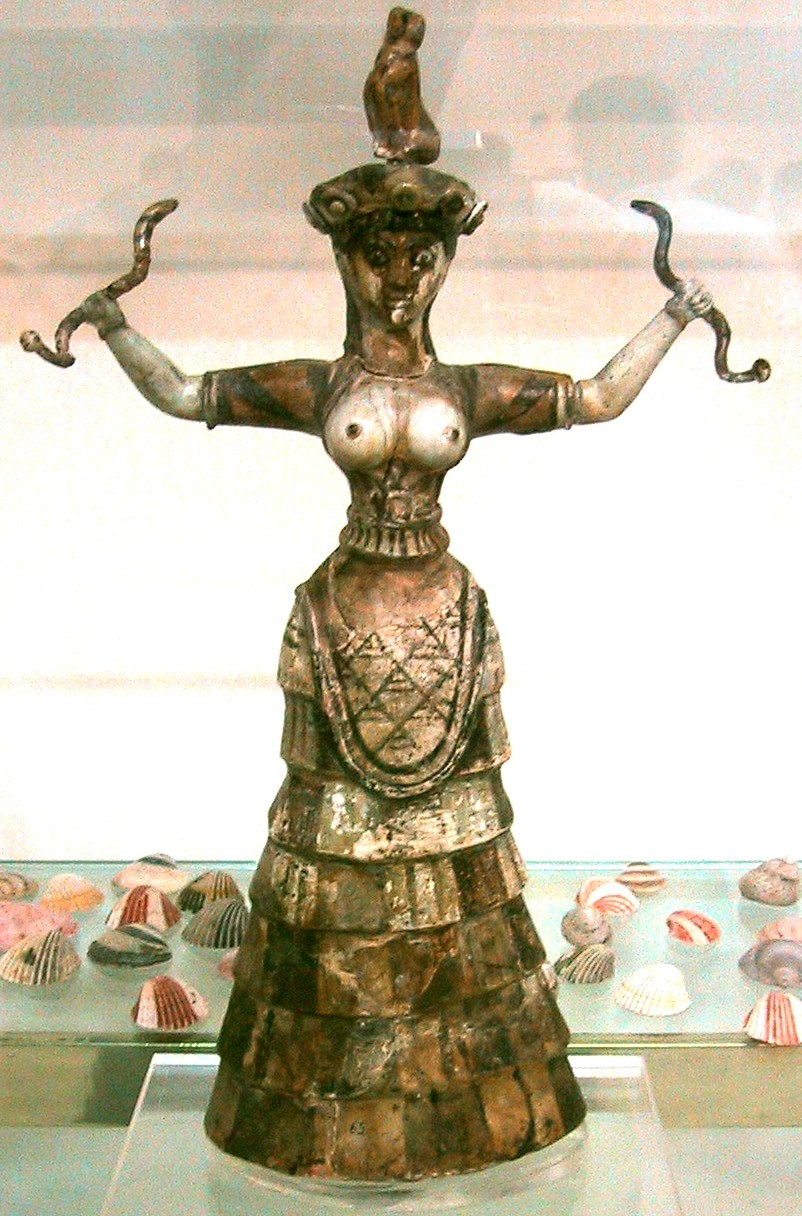
Dea dei serpenti da Cnosso (1700-1600 a.C.)